# Evi Tausen
Evi Tommysdóttir Tausen (født 24. juni 1981) er en færøsk country-sangerinde. Hun er opvokset i Vágur og Froðba på Færøerne. Begge hendes forældre kommer fra Vágur.

## Musikalsk karriere
Evi debuterede som sanger i 2010, da hun udgav en single med to sange. Optagelserne foregik i Kris-Stuff Studio i Hoyvík, det var Jákup Zachariasen som stod for optagelserne og arrangement. Musikere som Pætur við Keldu og Heiðrun Petersen spiller på instrumenter til den ene sang, Pætur lægger også stemme til. I november 2011 udgav Evi en CD med titlen: "Evi - Wishing Well". CD'en blev optaget i Nashville i samarbejde med flere amerikanske sangskrivere, bl.a. Brent Mason, som har vundet CMA-Award i kategorien "Årets musiker" to gange, derudover har han 12 gange vundet Academy of Country Music Guitarist of the Year Award. Evi var et nyt navn indenfor færøsk musik, da hun udgav sin første single i 2010. Første gang hun sang for en større forsamling var til hendes eget bryllup i august 2010, da hun sang en sang for sin mand. Næste morgen forærede han hende en guitar i morgengave. Evi's mand, Gudmundur Djurhuus fra Porkeri, er også hendes manager. Evi har optrådt ved festivaler på Færøerne, f.eks. til Summarfestivalurin og til Country Festivalen i Sørvágur i 2012. I januar 2013 lå sangen "Oh, How I Miss You Tonight" som Evi synger sammen med Jim Ed Brown, på en femteplads på Pan-European TOP-100 Radio Chart, som er European Country Music Association (ECMA) hitliste. I februar 2013 rejste Evi på tourne til bl.a. Tyskland og Skotland bl.a. sammen med Jens Marni Hansen. I Tyskland fik Evi mulighed for at optræde sammen med en tysk og en amerikansk sangerinde: Alina Duwe og Kayleigh Leith. I marts 2013 skal Evi synge i en skotsk country festival, Caithness Country Music Festival i Thurso. Musikere som spiller sammen med Evi Tausen er: Jens Marni Hansen, Pauli Magnusen, Brandur Jacobsen, Bjarni Lisberg og Hallur Djurhuus.

## Udgivelser
- 2015 - Make Life A Dance, CD[9]
- 2011 - Evi - Wishing Well, CD
- 2010 - How´s the world treating you, (indeholder også sangen He´ll have to go, single med to sange)

## Anerkendelse
- 2013 - International Country Artist of the Year fra Irish Country Sound. Prisen blev uddelt ved en festlig begivenhed (Entertainment Awards) på Hodson Bay Hotel i Athlon, Irland.
- 2012 - Vandt en ICMA Awards Fan Voting i kategorien "Best International Country Artist". Hun var også nomineret i kategorien "Country Vocal Event of the Year" med sangen "Oh How I Miss You Tonight", som hun sang sammen med Jim Ed Brown.[10] Hun blev nummer to i denne kategori. ICMA står for Independent Country Music Association.
- 2012 - Evi blev kåret Artist of the Month af hjemmesiden: keepitcountryradioshow.co.uk/ i februar 2012.[11]
- 2012 - Nomineret til Planet Awards (færøsk musikpris) i kategorien "Bedste sangerinde"[12] (vandt ikke)

## Eksterne links
- Evi Tausen's officielle hjemmeside Arkiveret 30. maj 2013 hos  Wayback Machine